# Johann Heinrich Christian Erxleben

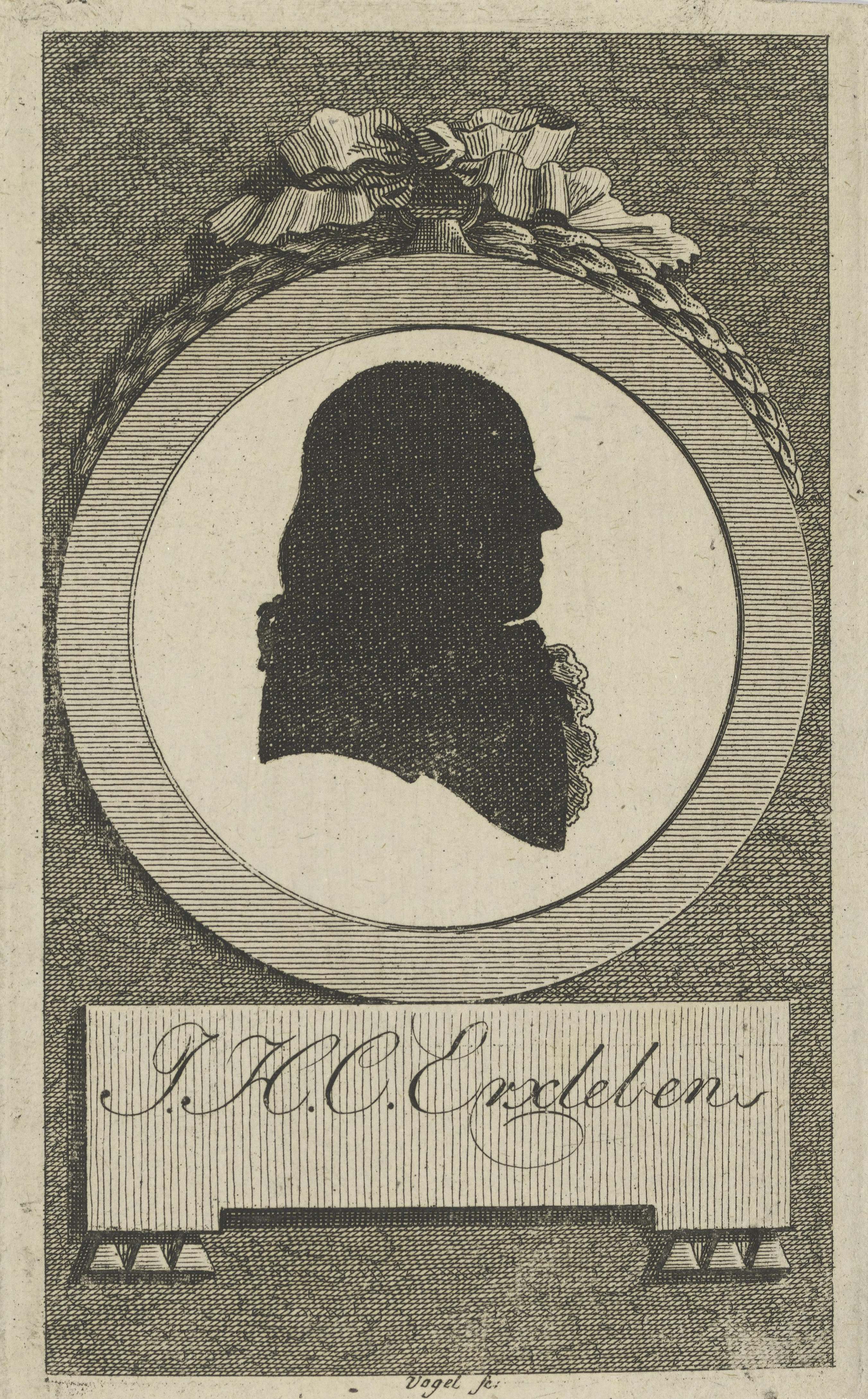
J. H. C. Erxleben (Schattenriss)

Johann Heinrich Christian Erxleben (* 14. April 1753 in Quedlinburg; † 19. April 1811 in Marburg) war ein deutscher Rechtsgelehrter.

## Berufsweg
1774 ernannte der Prorektor der Universität Göttingen in seiner Eigenschaft als kaiserlicher Hofpfalzgraf Erxleben zum kaiserlichen Notar; er praktizierte daraufhin als solcher in Celle und Göttingen. 1778 wurde er an der Universität Göttingen zum Dr. jur. promoviert; er übernahm eine Privatdozentur für Zivil- und Kriminalrecht an dieser Universität, nebenher betrieb er weiterhin seine juristische Kanzlei.
Im Jahr 1783 wurde er vierter ordentlicher Professor der Rechte an der Universität Marburg, 1786 erhielt er Sitz und Stimme in der Juristischen Fakultät. 1788 wurde er Prorektor der Universität, 1795 deren Vizekanzler. 1797 vertrat er die Universität auf dem Landtag in Kassel. Bereits 1788 erhielt er den Titel eines Geheimen Justizrates.
Schwerpunkte seiner akademischen Lehre waren die Institutionen und Pandekten, das Kriminalrecht, das Kirchen- und Eherecht sowie das mit diesen verbundene Prozessrecht.

## Familie und Privates
Erxleben ist ein Sohn der ersten deutschen Ärztin Dorothea Christiane Erxleben und des Diakons Johann Christian Erxleben (1697–1759). Der Göttinger Naturwissenschaftler und Veterinärmediziner Johann Christian Polycarp Erxleben war sein Bruder. Er war verheiratet mit der Tochter des Marburger Juristen und Kanzlers der Universität Aemilius Ludwig Hombergk zu Vach (1743–1780).
Erxleben war Mitglied der Marburger Freimaurerloge Zum gekrönten Löwen.

## Schriften (Auswahl)
- Principia de iure pignorum et hypothecarum. Marburg 1779.
- Erläuterung der Frage: In wiefern die Gelegenheit zum Verbrechen die Strafe desselben mildere? Nach den Grundsätzen des allgemeinen peinlichen Rechtes. Göttingen 1779.
- Potestas criminalis circa freqventiam delictorvm in disceptationem vocata. Marburg 1789.